# Regnum
Regnum — российское информационное агентство и интернет-издание. Специализируется на событиях в постсоветском пространстве и в ближнем зарубежье России. Связано с российским руководством: Модест Колеров, сооснователь и главный редактор, российский политтехнолог, работал в Администрации Президента.

## История
Regnum основан 22 июля 2002 года издателем Борисом Соркиным и бывшим чиновником Модестом Колеровым. С момента основания агентства до 22 марта 2003 года его главным редактором был Колеров, затем его сменил Константин Казенин. С ноября 2007 года по август 2009 года главным редактором агентства являлся Виген Акопян, которого вновь сменил Модест Колеров.
В 2009 году было создано информационное агентство REX, представляющее экспертные оценки и мнения о направлениях развития в экономике. Главным редактором и генеральным директором REX стал Евгений Москвичев.
10 мая 2012 года агентство разместило на своём сайте информацию, согласно которой кипрская компания, название и бенефициар которой не раскрываются, приобрела долю в агентстве, в связи с чем Модест Колеров покинул агентство, а новым главным редактором агентства снова стал Виген Акопян. Впоследствии Соркин начал новый проект — «Евразий Дейли», в который из Regnum ушли Акопян и несколько журналистов. Колеров вернулся на должность главного редактора.
В 2014 году произошли изменения в структуре собственников информационного агентства и контроль над ним перешёл к офшорной компании зарегистрированной на Кипре. После этого новым генеральным директором была назначена Юлия Крижанская — куратор информационных проектов лево-патриотического движения «Суть времени».
С 2015 году агентство принадлежит Сергею Руднову, основателя «Балтийской медиагруппы» сыну Олега Руднова.
В декабре 2016 года власти Беларуси арестовали трёх белорусских журналистов Regnum, обвинив их в «возбуждении вражды и розни между народами Белоруссии и России», «экстремизме», негативных оценках проводимой властями политики, в частности — недопустимой, по мнению властей, критике политики «белорусизации». Граждане Беларуси Дмитрий Алимкин из Бреста, а также минчане Юрий Павловец (на время ареста — доцент БГУИР) и Сергей Шиптенко (главный редактор журнала «Новая экономика») провели 14 месяцев в следственном изоляторе № 1 УДИН МВД («Володарка»). Все трое не признали предъявленных им обвинений, заявили о фальсификациях материалов политически мотивированного уголовного дела, о преследованиях за взгляды и убеждения. В феврале 2018 года они были приговорены к пяти годам лишения свободы по ч.3 ст. 130 Уголовного Кодекса Беларуси («экстремизм») с отсрочкой приговора на три года и запретом на выезд из Беларуси.
В 2020 году Regnum выиграл дело в Европейском суде по правам человека против Российской Федерации о нарушении свободы слова.

### Смена руководства в ноябре 2022 года
2 ноября 2022 года главный редактор Модест Колеров заявил, что агентство Regnum временно приостановило вещание из-за смены руководства в компании, управляющей агентством. При этом указывается, что это сделало невозможным дальнейшее продолжение работы агентства в прежнем формате, «который в июле 2022 года в связи с 20-летием агентства высоко оценил президент России Владимир Путин». Само издание выступало в поддержку расширения геополитического влияния России и поддерживало вторжение на Украину 2022 года. 3 ноября 2022 года главный редактор Модест Колеров сообщил о «рейдерском захвате» Regnum и о том, что «посторонние люди пытаются получить доступы к сайту и серверам агентства». 7 ноября 2022 года главным редактором была назначена Марина Ахмедова, а прежний главный редактор Колеров заявил, что штатных сотрудников не подпускают к работе и обещал подать жалобы в надзорные органы власти.

## Описание
Публикует порядка 700 новостей в день от 150 корреспондентов в России и зарубежье, новости рубрицируются по темам, федеральным округам, регионам и сюжетам.
Компании принадлежат информационные агентства «Regnum-Волгаинформ» (Самара — Чебоксары), «Северинформ» (Вологда), «Regnum — Архангельские новости» (Архангельск), региональные проекты «Город 24» (Брянск, Смоленск), Regnum-MurmanNews (Мурманск), Regnum-MariNews (Йошкар-Ола), «Regnum-Балтика» (Санкт-Петербург), «Regnum-Алтай» (Барнаул), «Regnum-Приморье» (Владивосток) и другие.
В структуру также входят региональные редакции, охватывающие города и области на территории России и ближнего зарубежья.

## Аудитория
Ежемесячная аудитория, по данным LiveInternet, составляет более 4,3 млн человек. По результатам проведённого компанией TNS Gallup Media исследования московской аудитории российских информационных сайтов, среди читателей агентства преобладают руководители и специалисты — 72 % (у Яндекс.Новости этот показатель 63 %, NewsRu.Com — 64 %).
В июле 2020 года в среднем за день сайт ежедневно посещало почти 900 тыс. посетителей, около 1,5 млн просмотров в день (в среднем).
Проверка посещаемости сайта в декабре 2020 года показала, что ежедневно сайт посещали более 1,1 млн посетителей (37,86 млн в месяц) при почти 1,5 млн просмотров в день (49,62 млн в месяц), при этом 70,1 % посетителей были из России.
В ноябре — декабре 2006 года Компания «МАСМИ-Россия» провела 11-е исследование аудитории Рунета «Онлайн-монитор», согласно которому Regnum больше читали руководители (28,3 % среди читателей агентства относительно 20,3 % в среднем по Рунету). По профессиональному признаку в аудитории агентства преобладали журналисты, представители органов власти, сотрудники промышленных предприятий, строительных и телекоммуникационных компаний, транспортники, банкиры, юристы и так далее.
Согласно исследованию той же аналитической компании, проведённому уже в 2007 году, 53 % опрошенных среди аудитории Regnum пользовались интернетом более 4 лет, по сравнению с 47 % в среднем по Рунету. При этом более 35 % читателей выхоили в интернет по работе.
В 2006 году агентство вошло в топ-10 информационных агентств по цитируемости в средствах массовой информации, составленном компанией «Медиалогией», агентство заняло четвёртое место среди федеральных информационных агентств России и имело высокий для федеральных средств массовой информации уровень цитирования среди региональных изданий.

## Отзывы

### Положительные
В 2013 году журналист И. Е. Вагнер в статье в Вестнике Нижегородского университета имени Н. И. Лобачевского отнёс Regnum к числу ведущих российских информационных агентств наряду с «Интерфакс», РИА «Новости» и «Прайм».

### Отрицательные
Эстонская полиция безопасности заявляла, что агентство политизировано и является инструментом политического влияния России на страны бывшего СССР.
В 2005 году журналист Эркки Баховски эстонской газеты Postimees назвал Regnum «самым мощным агентом влияния» России, информации которого, по его мнению, не стоит доверять. Баховски заявляет, что западные новостные агентства «как правило, не цитируют новости о России по материалам REGNUM, InfoRos и других „бог-знает-каких-агентств“» и, по его словам, «в своей деятельности они используют только материалы Интерфакса, ИТАР-ТАСС, РИА-Новости и т. п.», поскольку «последние тоже могут быть со сдвигом, но их профессиональный уровень всё же выше».
В 2009 году латвийский журналист и политик Инара Мурниеце в национально-консервативном еженедельнике Latvijas Avīze заявил, что Regnum «активно защищал политику Кремля во время российско-грузинской войны, даёт одностороннюю информацию о процессах в Молдове, на Украине и в других местах, а вопрос соотечественников использует в качестве прикрытия для продвижения политических интересов России».
Главный редактор газеты «Безнең гәҗит» Ильфат Файзрахманов считает, что «информацию, касающуюся татар и Татарстана, агентство, в основном, представляет с негативной стороны и часто искажает факты».
Начиная с 2011 года туркменские дипломаты неоднократно отрицательно отзывались об агентстве, заявляя, что агентство систематически распространяет недостоверную, необъективную информацию об их стране.
Агентство публиковало недостоверную информацию о смерти Михаила Горбачёва в 2015 году, о покушении на Рамзана Кадырова в 2008 году, об обнаружении ртути в пакете сока производства Раменского молочного комбината в 2007 году.
В 2017 году в Беларуси прошёл суд над публиковавшими под псевдонимами статьи в REGNUM авторами. Прокурор цитировал «фрагменты и фразы, в которых авторы обвиняют белорусское общество в национализме и русофобии, называют белорусский язык мертвым, национальный орнамент, которым обрамлен и нынешний государственный флаг, сравнивают с нацистской символикой, а нынешнюю Белоруссию называют „недогосударством“».
В августе 2022 года издание Meduza опубликовало материал о подготовке администрацией президента РФ методичек для провластных СМИ и политиков, где рекомендуют проводить параллели между войной с Украиной, крещением Руси и Невской битвой. К моменту выхода статьи на пользовании темником были пойманы сразу несколько провластных СМИ, включая Regnum.

## Санкции
Главному редактору агентства Модесту Колерову запрещён въезд в Литву, Эстонию, Латвию и Украину.
В 2016 году трое редакторов издания были задержаны в Беларуси по обвинению в разжигании национальной розни, и в дальнейшем осуждены на 5 лет лишения свободы с отсрочкой исполнения наказания на 3 года; также шеф-редактор агентства Юрий Баранчик был задержан в Москве по запросу белорусской стороны в связи с этим задержанием, однако он вскоре был отпущен на свободу.
В 2017 году шеф-редактор бюро агентства Григорий Михайлов был выслан и объявлен невъездным Кыргызстаном из-за его профессиональной деятельности.
30 октября 2021 года сайт Regnum заблокировали в Беларуси.
В феврале 2022 года против соучредителя и главного редактора Модеста Колерова в Европейском союзе были введены персональные санкции в связи с вторжением России на Украину. Согласно Европейскому союзу, Колеров использовал Regnum «для распространения агрессивных и предвзятых пропагандистских нарративов против Украины, а также для продвижения позитивного отношения к аннексии Крыма и действиям сепаратистов на Донбассе. Он часто изображал Украину как фашистскую или неонацистскую страну».
8 июля 2022 года Regnum внесён в санкционный список Канады как «дезинформационное агентство оказывающее содействие и поддержку неоправданному вторжению России в Украину». 19 октября 2022 года Regnum внесён в санкционный список Украины.
В феврале 2023 года Сергей Руднов внесён в санкционный список Великобритании как «владелец прокремлевского новостного издания Regum» и попал под санкции Канады как «причастный к войне Путина».

## Награды
- В 2005 и 2006 годах сайт агентства был удостоен звания «информационный сайт года» по версии РОТОР, также он обладатель «Премии Рунета — 2006»[57].
- В 2008 году сайт завоевал второе место в рейтинге 100 Самых упоминаемых брендов Рунета[58].
- В 2009 году сайт завоевал первое место в рейтинге 100 самых упоминаемых интернет-СМИ, составленном на основании данных, полученных системой оперативного мониторинга Webscan N&P[59].
- В 2011 году Regnum стал лауреатом Всероссийского конкурса средств массовой информации на лучшее освещение темы межэтнического взаимодействия народов России и их этнокультурного развития «СМИротворец-2011»[60].